# Паньково (Міжріченський район)
Панько́во (рос. Паньково) — присілок у складі Міжріченського району Вологодської області, Росія. Входить до складу Сухонського сільського поселення.

## Населення
Населення — 12 осіб (2010; 16 у 2002).
Національний склад (станом на 2002 рік):
- росіяни — 100 %